# Dziedzickia aspasia
Dziedzickia aspasia är en tvåvingeart som beskrevs av Lane 1954. Dziedzickia aspasia ingår i släktet Dziedzickia och familjen svampmyggor. Inga underarter finns listade i Catalogue of Life.